# Персен, Марте Мьёс
Марте Мьёс Персен (норв. Marte Mjøs Persen; род. 24 апреля 1975, Берген, Хордаланн) — норвежский политический и государственный деятель. Член Рабочей партии. Министр труда и социальной интеграции (2022—2023), министр нефти и энергетики (2021—2022), мэр Бергена (2015—2021). Депутат стортинга с 2021 года. 

## Биография
Родилась 24 апреля 1975 года. Дочь преподавателя Свейна Персена (Svein Persen; род. 1947) и консультанта Эли Хельвиг Мьёс (Eli Hedvig Mjøs; 1951—2008).
В 1982—1986 годах училась в начальной школе в коммуне Стур, затем в начальной и средней школе в Бергене, в 1990—1993 годах в гимназии в Бергене со специализацией на музыке, в 1995—1996 годах в гимназии в Стуре со специализацией на музыке.
В 2003 году получила степень бакалавра Бергенского университета в области культуры и социальных наук, где также изучала литературоведение и социологию, а дополнительно — женские и гендерные исследования. В 1997—1998 годах находилась в отпуске по уходу за ребёнком.
Работала в гостиницах и ресторанах в 1994—2003 годах, региональным секретарём Nei til EU в 2007—2008 годах, а также секретарём по организационным вопросам в Human-Etisk Forbund в 2008—2011 годах.
Состоит в Норвежской конфедерации профсоюзов (LO). В 2008—2011 годах — член наблюдательного совета LO в Бергене и руководитель Комитета по политике в области семьи и гендерного равенства LO в фюльке Хордаланн.
В 2003—2007 годах была заместителем председателя Красного избирательного альянса.
В 2011—2015 годах — председатель отделения Рабочей партии в Бергене, в 2017—2019 годах — председатель отделения Рабочей партии в фюльке Хордаланн. Председатель отделения Рабочей партии в фюльке Вестланн с 2019 года, а также входит в центральный совет Рабочей партии (2011—2015, с 2019).
В 2003—2007 годах была депутатом муниципального совета Бергена, в 2011—2015 годах — председателем комитета по здравоохранению и социальным вопросам. В 2015—2021 годах — мэр Бергена.
В 2011—2021 годах — член правления Парусного Фонда имени Кристофера Лемкуля, в 2015—2018 годах — член правления межмуниципальной компании Bergen og Omland havnevesen (BOH), управляющей портом Бергена. В 2019—2021 годах — директор фонда художественного музея KODE в Бергене.
По результатам парламентских выборов 2021 года избрана депутатом стортинга в округе Хордаланн, где возглавляла список. С 14 октября 2021 года по 28 июня 2023 года её замещала в стортинге Лубна Яфферю. После ухода Лубны Яфферю в правительство 28 июня 2023 года её замещал в стортинге Бенджамин Якобсен.
14 октября 2021 года назначена министром нефти и энергетики Норвегии в правительстве Йонаса Гара Стёре.
При перестановках в правительстве 7 марта 2022 года назначена министром труда и социальной интеграции, сменила ушедшую в отставку Хадию Тайик. При перестановках в правительстве 16 октября 2023 года её сменила Тонье Бренна.
Является членом парламентского Комитета по транспорту и коммуникациям.

## Личная жизнь
Замужем за Нильсом-Олавом Нёссом (Nils-Olav Nøss), родила четверых детей. Старший сын взрослый, тройняшки — двое сыновей и дочь младшего школьного возраста.